# Hiéroglyphe égyptien S40

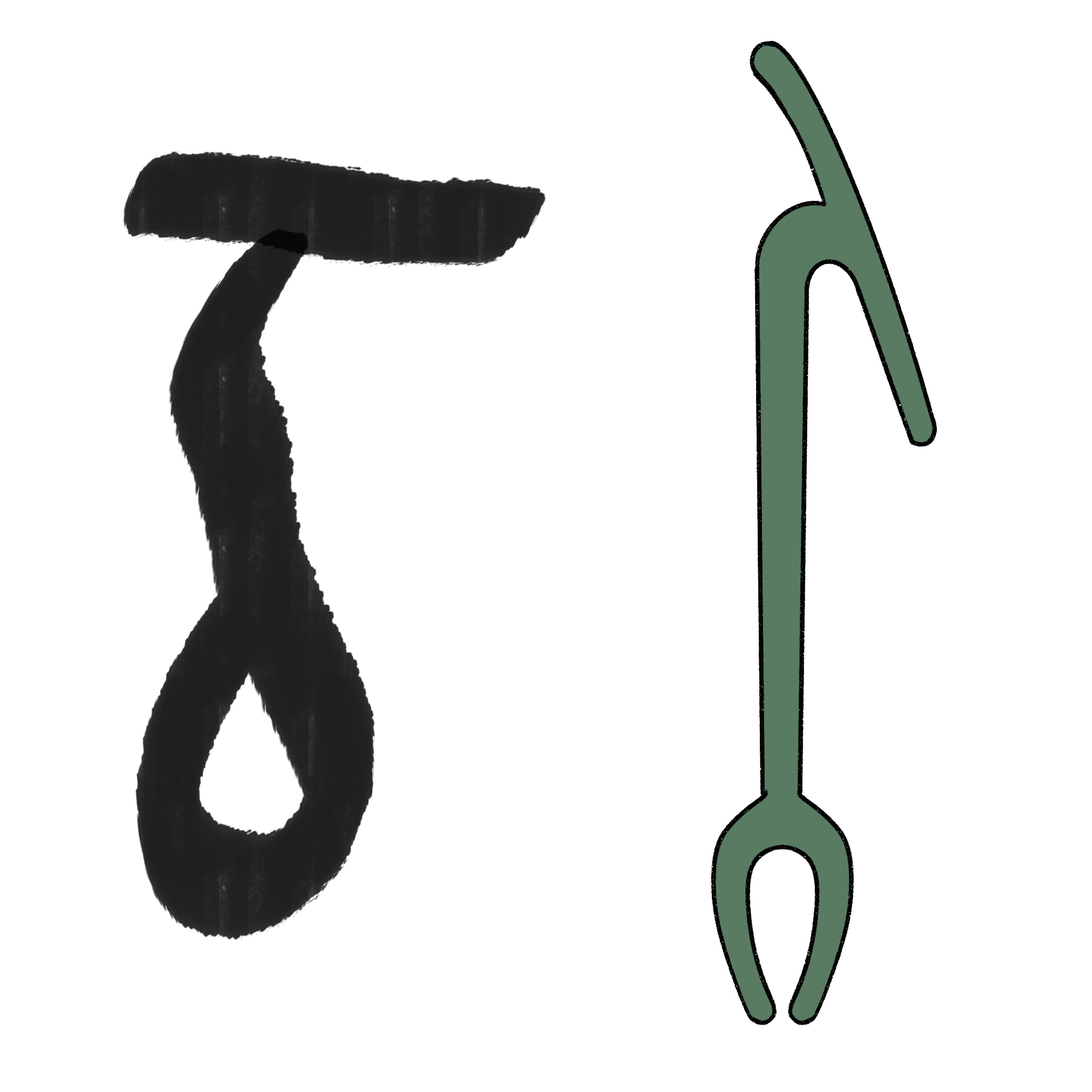
Version hiératique et hiéroglyphique

Le sceptre Ouas, est un caractère hiéroglyphique trilitère classé dans la section S « Couronnes, vêtements, sceptres » de la liste de Gardiner, noté S40. Il est translittéré w3s (« ouas »). Il représente un sceptre Ouas et symbolise le pouvoir d'origine divine du pharaon.

## Exemples de mots

Horus portant le sceptre Ouas

Ce caractère apparait dans le nom égyptien de la ville de Thèbes, « Ouaset » (Wȝst) :
| R19 | X1 · O49 |

| R19 | X1 · O49 |

On le retrouve également dans un certain nombre de titulatures royales égyptiennes, en référence à la ville de Thèbes, notamment des noms de pharaons, par exemple dans le cartouche du nom de Sa-Rê du pharaon Amenophis III, qui se lit en translittération Jmn-ḥtp ḥḳȝ wȝst, soit « Amenhotep Heqa Ouaset», littéralement « Aménophis prince de Thèbes »:
| M17 | Y5 · N35 | R4 | S38 | R19 |